# Frederico Guilherme III da Prússia
Frederico Guilherme III (Potsdam, 3 de agosto de 1770 – Berlim, 7 de junho de 1840) foi o Rei da Prússia de 1797 até sua morte. Ele governou durante o difícil período das Guerras Napoleônicas e o fim do Sacro Império Romano-Germânico. Seguindo um difícil curso entre a França e seus inimigos, ele relutantemente juntou-se a uma coalizão contra Napoleão Bonaparte após uma grande derrota militar em 1806. No Congresso de Viena após a derrota dos franceses, Frederico Guilherme conseguiu importantes aumentos territoriais. Ele morreu em 1840 e foi sucedido por seu filho mais velho Frederico Guilherme IV.
Enquanto rei, destacou-se por empreender reformas educacionais. Em 11 de agosto de 1806 estabeleceu a primeira casa para cegos da Prússia. No ano de 1809 conferiu poderes a Wilhelm von Humboldt para fundar a Universidade de Berlim, a qual veio a mudar seu nome para Universidade de Frederico Guilherme entre 1828–1949, e depois para Universidade Humboldt de Berlim. Ele refundou a Universidade de Breslávia em 1811 sob o nome de Universidade Silésia de Frederico Guilherme. Em seguida fundou em 18 de outubro de 1818 a Universidade Renana de Frederico Guilherme em Bonn, também conhecida como Universidade de Bonn. Além disso, empreendeu uma reforma no ensino de segundo grau que até hoje gera reflexos no sistema de educação alemão. Por fim, o ensino técnico e profissional (voltado para profissões técnicas) foi igualmente melhorado, no sentido de provocar o desenvolvimento industrial germânico.

## Início de vida

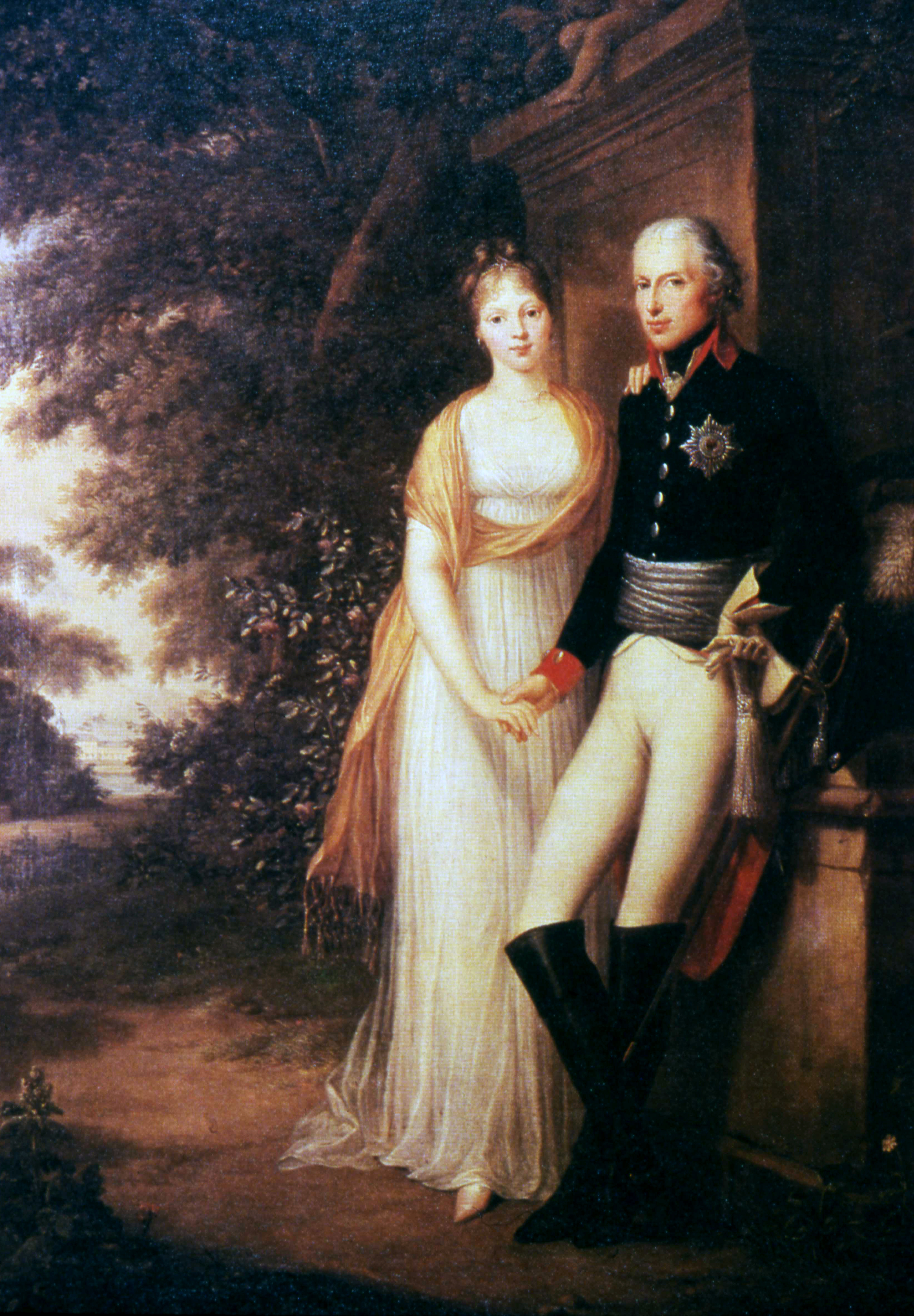
Frederico Guilherme III e rainha Luísa no jardim do Palácio Charlottenburg
Friedrich Georg Weitsch, 1799, Schloss Pfaueninsel

Frederico Guilherme nasceu em Potsdam em 3 de agosto de 1770. Era filho de Frederico Guilherme II da Prússia, com sua segunda esposa a condessa Frederica Luísa de Hesse-Darmstadt. Ele era considerado uma criança tímida e bem reservada, que se tornou perceptível em suas conversas particulares reticentes, distinguidas pela falta de pronomes pessoais. Essa maneira de falar posteriormente passou a ser considerada inteiramente apropriada para oficiais militares. O mesmo, foi negligenciado por seu pai durante boa parte de sua infância e sofria de um complexo de inferioridade durante toda a sua vida, mágoa que carregou até o último dia de sua vida.
Quando criança, o pai de Frederico Guilherme (sobre forte influência de sua amante, Wilhelmine Enke, Condessa de Lichnetau) mandou entregar o garoto aos tutores, coisa que no período era normal de ser feito. Ele passou parte de seu tempo vivendo na cidade de Paretz, a propriedade do velho soldado conde Hans von Blumenthal, que era governador de seu irmão, príncipe Henrique. Ele cresceu em parte com o filho do conde, que o acompanhou em sua Grand Tour na década de 1780. Frederico Guilherme ficou contente em Paretz, e por essa razão, em 1795, comprou-o de seu amigo e transformou o local em um importante retiro real do país. Ele era um menino bem melancólico, mas cresceu um homem piedoso e honesto. Seus tutores lhe apresentaram o dramaturgo Johann Engel.
Como soldado, recebeu o treinamento habitual de um príncipe prussiano, obteve sua posição de tenente em 1784, tornou-se tenente-coronel em 1786, coronel em 1790 e participou de campanhas contra a França de 1792-1794. No dia 24 de dezembro de 1793, Frederico Guilherme casou-se com Luísa de Mecklemburgo-Strelitz, que lhe deu 10 filhos. No Kronprinzenpalais (Palácio do Príncipe) na cidade de Berlim, Frederico Guilherme viveu uma vida civil com um casamento livre de problemas e conturbações, que não mudou quando ele se tornou Rei da Prússia em 1797, sua esposa Luísa foi amada e popular pelo povo prussiano da época, que colaborou para impulsionar a popularidade da Casa de Hohenzollern, incluindo a reputação do novo rei.

## Reinado
Frederico Guilherme III ascendeu ao trono no dia 16 de novembro de 1797. Imediatamente, o novo rei mostrou que tinha boas intenções, diminuindo as despesas da casa real, dispensando e demitindo os ministros de seu pai e revogando as repressivas leis do reinado de seu pai.
Frustrado com a devassidão moral e da corte de seu pai (tanto em intrigas políticas e questões sexuais), o primeiro e mais bem sucedido empreendimento de Frederico Guilherme foi restaurar a legitimidade moral e integridade da casa real. A ânsia de restaurar a dignidade de sua família foi tamanha que levou o escultor Johann Gottfried Schadow a cancelar a construção do luxuoso e caríssimo Prinzessinnengruppe, encomendado pelo seu pai, Frederico Guilherme II. Ele foi citado dizendo as seguintes palavras, que demonstrou o seu senso de dever e maneira peculiar de discurso para a época.

## Guerras Napoleônicas (1803-1815)

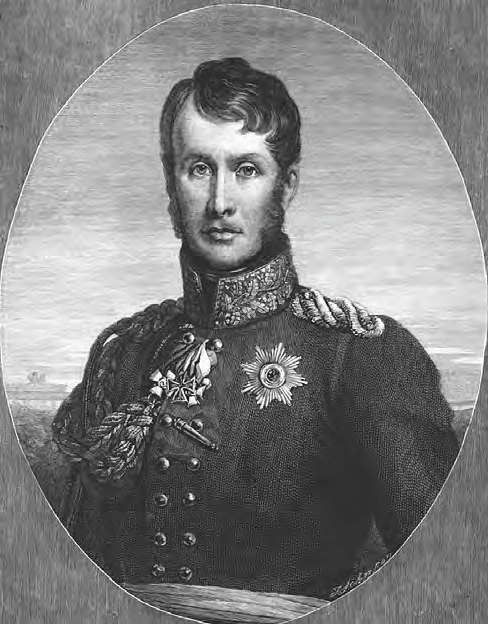
Retrato do rei Frederico Guilherme III em 1806

A princípio, Frederico Guilherme e seus conselheiros (ministros) tentaram seguir uma política de neutralidade durante as Guerras Napoleônicas. Apesar de terem conseguido manter-se de fora da Terceira Coligação em 1805, Frederico Guilherme foi influenciado por sua esposa (a rainha), que liderou o partido pró-guerra da Prússia, e entrou em guerra em outubro de 1806 na famosíssima Batalha de Jena-Auerstedt, os Franceses conseguiram arrasar a eficácia e a funcionalidade do Exército Prussiano liderado por Frederico Guilherme, e o exército prussiano desmoronou inteiramente diante do La Grande Armée de Napoleão Bonaparte. Logo após esse episódio de fracasso, a família real se retira para Memel, na Prússia Oriental. Próximo da Rússia de Alexandre I da Rússia.
Alexandre também sofreu a derrota na mão dos Franceses e, em Tilsit, na Niemen, A França fez as pazes com a Prússia e a Rússia. Napoleão lidou com a Prússia de uma forma bastante dura, apesar da entrevista pessoal da rainha grávida com o Imperador Francês, que acreditava que ia suavizar o golpe da dolorosa derrota. Em vez disso, Napoleão tomou muito menos misericórdia dos prussianos que o esperado. A Prússia perdeu muito de seus territórios poloneses e lituanos, assim com todo o território ao oeste do Elba, e teve que pagar uma grande indenização e pagar as tropas francesas para ocupar os principais pontos fortes do Reino.
Embora o próprio rei estivera sendo ineficaz parecesse resignado com o destino da Prússia, vários ministros reformistas, como o Barão Heinrich Friedrich Karl vom und Stein, o príncipe Von Hardenberg, Gerhard von Scharnhost e o conde August Gneisenau, começaram a reformar a administração e as forças armadas da Prússia, com o incentivo da rainha Luísa (que acabou falecendo) assim, o rei entrou em uma profunda tristeza e depressão em 1810.
Em 1813, após a derrota de Napoleão na Rússia, Frederico Guilherme voltou-se contra a França e imediatamente assinou uma aliança com a Rússia em Kalisz, embora tivesse fugido que fugir de Berlim, que ainda estava sendo ocupada pelos franceses. As tropas prussianas desempenharam um papel fundamental e importantíssimo na vitória dos aliados em 1813 e 1814, e o próprio rei viajou com o exército principal do príncipe Schwarzenberg, juntamente com Alexandre da Rússia e Francisco I da Aústria.
No Congresso de Viena, os ministros de Frederico Guilherme III conseguiram assegurar aumentos territoriais para a Prússia como uma forma de compensação pós-guerra, embora não tivessem conseguido obter a anexação de toda a Saxônia, como eles desejavam.
Seguindo a guerra, Frederico Guilherme III voltou-se para a reação política, abandonando de vez as promessas que fizeram em 1813 para dar a Prússia uma constituição.

## União Prussiana de Igrejas

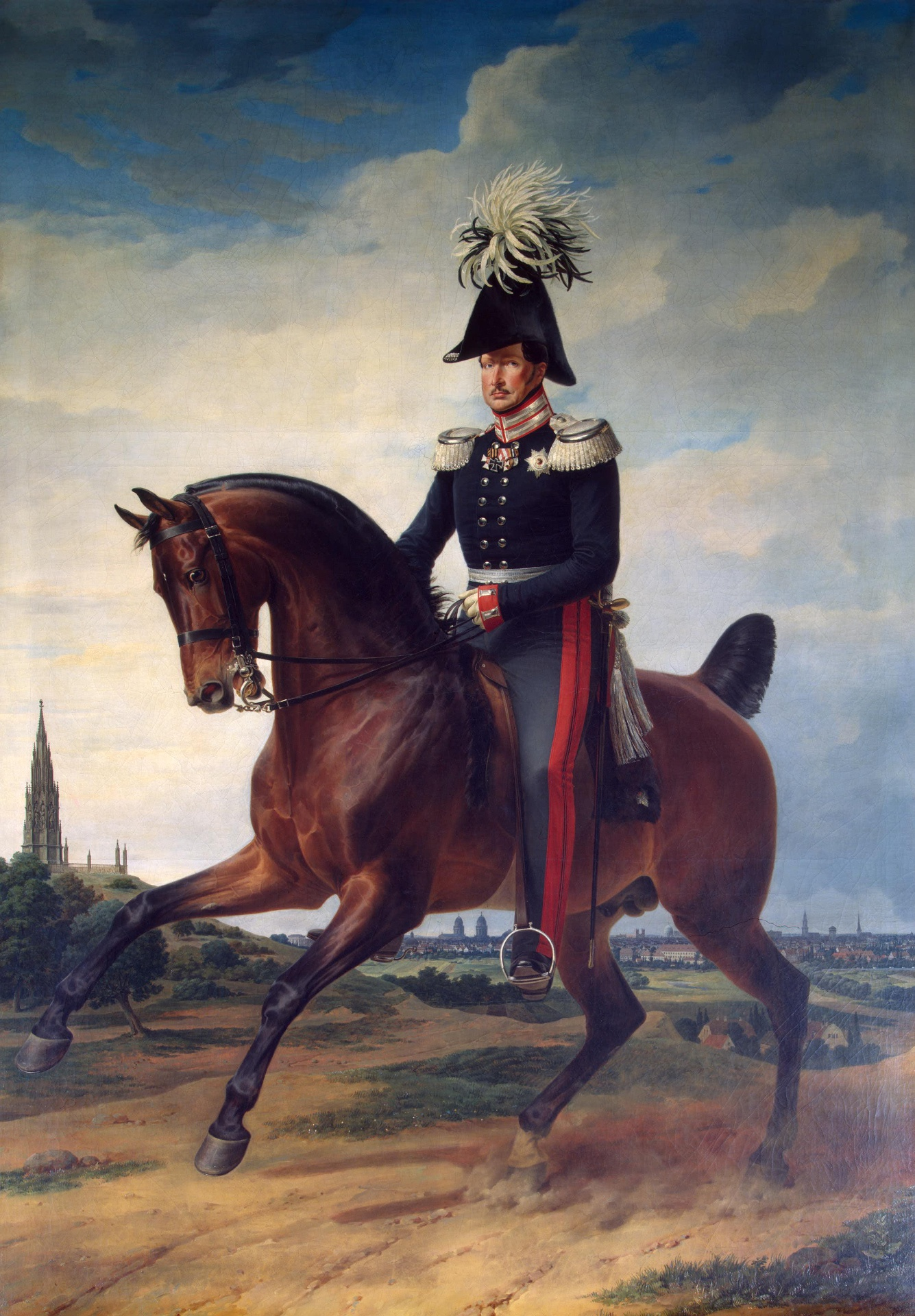
Retrato equestre do rei Frederico Guilherme III por Franz Kruger em 1831

Frederico Guilherme III estava determinado a unificar as Igrejas Protestantes, a homogenizar sua liturgia, sua organização e até mesmo a sua arquitetura. O objetivo de longo prazo era centralizar totalmente o controle real de todas as igrejas protestantes na União Prussiana de Igrejas. Em uma série de proclamações ao longo de vários anos, a Igreja da União Prussiana foi formada, reunindo um grupo majoritários de luteranos e o grupo minoritário de Protestantes Reformados. O principal efeito foi que o governo da Prússia tinha o controle total dos assuntos das igrejas, como o próprio rei reconhecido como o principal bispo.
Em 1824, Frederico Guilherme III contrai um casamento morganático com a condessa Auguste von Harrach, princesa de Liegnitz. Eles não tiveram nenhum filho juntos.
Em 1838, o rei distribuiu grande parte de suas terras agrícolas e terras cultiváveis em Erdmannsdorf, para 422 refugiados protestantes do Zillertal austríaco (próximo do Tirol) que construíram fazendas com estilo Tirolês na aldeia da Silésia.

## Morte
Frederico Guilherme III morreu no dia 7 de junho de 1840 em Berlim, vítima de um câncer de laringe. Seu filho mais velho o sucedeu como Frederico Guilherme IV da Prússia. Frederico Guilherme III encontra-se sepultado no Mausoléu em Schlosspark Charlottenburg em Berlim.

## Filhos
| Nome                              | Nascimento              | Morte                 | Observações                                                                          |
| --------------------------------- | ----------------------- | --------------------- | ------------------------------------------------------------------------------------ |
| Filha natimorta                   | 1 de Outubro de 1794    | 1 de Outubro de 1794  |                                                                                      |
| Frederico Guilherme IV da Prússia | 15 de Outubro de 1795   | 2 de Janeiro de 1861  | Casou-se com Isabel Luísa da Baviera, sem descendência.                              |
| Guilherme I da Alemanha           | 22 de Março de 1797     | 9 de Março de 1888    | Casou-se com Augusta de Saxe-Weimar, com descendência.                               |
| Carlota da Prússia                | 13 de Julho de 1798     | 1 de Novembro de 1860 | Casou-se com Nicolau I da Rússia, com descendência.                                  |
| Frederica da Prússia              | 14 de Outubro de 1799   | 30 de Março de 1800   | Morreu na infância.                                                                  |
| Carlos da Prússia                 | 29 de Junho de 1801     | 21 de Janeiro de 1883 | Casou-se com a princesa Maria de Saxe-Weimar, com descendência.                      |
| Alexandrina da Prússia            | 23 de Fevereiro de 1803 | 21 de Abril de 1892   | Casou-se com Paulo Frederico, Grão-Duque de Mecklemburgo-Schwerin, com descendência. |
| Fernando da Prússia               | 13 de Dezembro de 1804  | 1 de Abril de 1806    | Morreu na infância.                                                                  |
| Luísa da Prússia                  | 1 de Fevereiro de 1808  | 6 de Dezembro de 1870 | Casou-se com Frederico dos Países Baixos, com descendência.                          |
| Alberto da Prússia                | 4 de Outubro de 1809    | 14 de Outubro de 1872 | Casou-se com Mariana dos Países Baixos, com descendência.                            |